# Garðar Jóhannsson
Garðar Jóhannsson (ur. 1 kwietnia 1980 w Garðabær) – islandzki piłkarz występujący na pozycji napastnika. Obecnie jest zawodnikiem Stjarnan.

## Kariera klubowa
Jóhannsson zawodową karierę rozpoczynał w sezonie 1999 w klubie 1. deild karla – Stjarnan. W debiutanckim sezonie awansował z nim do Landsbankadeild, jednak po roku powrócił z klubem do 1. deild karla. Spędził tam jeszcze dwa sezony. W 2003 roku został zawodnikiem Reykjavíkur, grającego w Landsbankadeild. W sezonie 2003 zdobył z nim mistrzostwo Islandii, a w sezonie 2005 Puchar Ligi Islandzkiej. W trakcie sezonu 2006 odszedł do innego zespołu Landsbankadeild – Valuru Reykjavík. Grał tam do końca sezonu 2006. W sumie zagrał tam w 6 ligowych meczach i zdobył w nich 4 bramki.
W 2007 roku podpisał kontrakt z norweskim Fredrikstadem. W pierwszej lidze norweskiej zadebiutował 26 maja 2007 w wygranym 1:0 spotkaniu z Vålerenga Fotball. W tamtym meczu strzelił także gola. W sezonie 2008 wywalczył z klubem wicemistrzostwo Norwegii. Następny sezon nie był już tak udany, Garðar był tylko rezerwowym, a jego klub spadł z ligi po nie udanych barażach. Po tym sezonie klub nie przedłużył z nim umowy, a on sam stał się wolnym zawodnikiem. Mimo iż zaliczył nieudany sezon, miał wiele ofert, zdecydował się jednak na klub z 2 bundesligi, Hansę Rostock. Podpisał kontrakt do 30 czerwca 2011 roku. Kiedy zespół spadł do trzecie ligi, Gardar za porozumieniem obu stron rozwiązał umowę. 29 lipca podpisał umowę ze swoim pierwszym klubem Stjarnan. Po rozegraniu zaledwie trzech spotkań wyjechał do Norwegii, gdzie przez kilka miesięcy był graczem klubu Strømsgodset IF. Po zakończeniu sezonu powrócił do Stjarnan.

## Kariera reprezentacyjna
W reprezentacji Islandii zadebiutował 19 listopada 2008 w wygranym 1:0 towarzyskim meczu z Maltą.